# تیمولئون خیمنز
تیمولئون خیمنز (انگلیسی: Timoleón Jiménez)؛ با نام اصلی رودریگو لوندونو اچه وری (زادهٔ ۲۲ ژانویهٔ ۱۹۵۹) در حال حاضر فرمانده کل گروه شورشی کلمبیا به نام فارک، فرد نظامی اهل کلمبیا است. وی به تیموشنکو مشهور است.

## زندگی و تحصیلات
تیموشنکو در ۲۹ ژانویه ۱۹۵۹ در کالارکا شهرستان کیندیو کلمبیا زاده شد. پس از اتمام دبیرستان، به اتحادیه کمونیست‌های جوان پیوست. او در دانشگاه پاتریس لومومبا در مسکو تحصیل کرد و آموزش‌های نظامی‌اش را در یوگسلاوی به پایان رساند. او تحصیلاتش را در کوبا تکمیل کرد.

## رهبری فارک
تیموشنکو در نوامبر سال ۲۰۱۱ بعد از اینکه آلفونسو کانو رهبر فارک توسط ارتش کلمبیا کشته شد به مقام رهبری این گروه رسید.
تیموشنکو با ۳۰ سال تجربه و شهرت فرماندهی نظامی احترام زیادی را در میان اعضای گروه فارک داشت به ویژه اینکه اعضای تندروی گروه فارک که هسته مرکزی رزمندگان محلی این گروه را تشکیل می‌دهند برای او احترام ویژه‌ای قائل بودند.به گفته نیروی هوایی کلمبیا رفقای او وی را به نام مارشال روسی سیمیون تیموشنکو خطاب می‌کنند.
تیموشنکو قبل از رسیدن به مقام رهبری، فرماندهی گروه‌های چریکی یکی از فرماندهان بلوک میانه ماگداله‌نا در گروه فارک بود و ۸۰۰ رزمنده را در حوزه فرماندهی‌اش داشت.
او از دهه نود عضو شورای هفت نفره فرماندهی چریک‌های فارک بود. عقیده بر این است که او و مردانش در منطقه نورته د سانتاندر واقع در مرز ونزوئلا دست به عملیات می‌زده‌است. مقامات کلمبیایی همواره گفته‌اند که رهبر فارک در ونزوئلا مخفی شده‌است ولی در آوریل ۲۰۱۰ خوان مانوئل سانتوس رئیس جمهور کلمبیا گفت بر اساس اطلاعات حکومت این کشور، تیموشنکو در مرزهای کلمبیا و ونزوئلا حضور دارد. به گفته منابع اطلاعاتی کلمبیا او در منطقه سرانیا دل پریا در شمال کلمبیا سکونت دارد.

## سلامتی
تیموشنکو صبح روز ۲ ژوئیه ۲۰۱۷، پس از احساس خستگی و بی‌حسی در بازوی خود، خود را در بیمارستانی در وییاویسنیو بستری کرد. پزشکان گفتند که او در مراقبت شدید قرار دارد و موقتاً خونریزی مغزی کرده‌است.

## بازگشت به کلمبیا
در ۲۲ اوت ۲۰۱۷ تیموشنکو، با انتشار پیامی اعلام کرد که برای شرکت در کنگره این گروه در تاریخ ۲۷ اوت تا اول سپتامبر جهت تشکیل یک حزب سیاسی از کوبا به کلمبیا بازگشته است. وی پس از بستری شدن در بیمارستانی در کلمبیا برای ادامه معالجه به کوبا رفته بود.